# Coupe de France 1972/73
Het seizoen 1972/73 was het 56e seizoen van de Coupe de France in het voetbal. Het toernooi werd georganiseerd door de Franse voetbalbond.
Dit seizoen namen er 1596 clubs deel (100 meer dan de record deelname uit het vorige seizoenen). De competitie ging in de zomer van 1972 van start en eindigde op 17 juni 1973 met de finale in het Parc des Princes in Parijs. De finale werd gespeeld tussen Olympique Lyon (voor de vijfde keer finalist) en FC Nantes (voor de derde keer finalist). Olympique Lyon veroverde voor de derde keer de beker door FC Nantes met 2-1 te verslaan.
Als bekerwinnaar vertegenwoordigde Olympique Lyon Frankrijk in de Europacup II 1973/74.

## Uitslagen

### 1/32 finale
De wedstrijden werden op 28 januari gespeeld. De beslissingswedstrijden op 4 en 7 februari (Lille - Lens). De 20 clubs van de Division 1 kwamen in deze ronde voor het eerst in actie.
| Winnaar             | Uitslag     | Verliezer               |
| ------------------- | ----------- | ----------------------- |
| Olympique Lyon      | 3-1         | US Nœux-les-Mines       |
| FC Nantes           | 3-1         | SCO Angers              |
| Olympique Avignon   | 3-1         | SO Mazamet              |
| Olympique Nîmes     | 3-1         | Montpellier-Littoral SC |
| Olympique Marseille | 3-2         | AS Monaco               |
| AS Saint-Étienne    | 2-1         | Troyes Aube Football    |
| FC Rouen            | 4-0         | Paris Saint-Germain     |
| Red Star Paris      | 3-1         | Stade Rennes            |
| Girondins Bordeaux  | 2-0         | SM Caen                 |
| Paris FC            | 1-0         | SA Épinal               |
| EDS Montluçon       | 2-0         | Sporting Toulon         |
| Stade Reims         | 6-1         | Limoges FC              |
| Lille OSC           | 1-1 nv; 2-0 | RC Lens                 |
| AC Arlès            | 1-1 nv; 2-0 | ASCA Wittelsheim        |
| EA Guingamp         | 4-2         | US Le Mans              |
| FC Sochaux          | 2-1         | AS Nancy                |

| Winnaar               | Uitslag     | Verliezer               |
| --------------------- | ----------- | ----------------------- |
| Racing Club de France | 0-0 nv; 3-2 | AS Aix                  |
| CS Sedan              | 2-1         | US Dunkerque            |
| CA Mantes             | 2-1         | US Toulouse             |
| US Valenciennes-Anzin | 1-0         | Amiens SC               |
| AC Ajaccio            | 1-0         | FC Metz                 |
| AS Cannes             | 1-0         | RP Strasbourg-Meinau    |
| FC Gueugnon           | 3-0         | FC Bourges              |
| SC Abbeville          | 2-1         | CA Lisieux              |
| AS Angoulême          | 1-0         | Stella Maris Douarnenez |
| SEC Bastia            | 2-0         | OGC Nice                |
| US Montélimar         | 4-0         | CS Beaucourt            |
| AS Mutzig             | 1-1 nv; 3-1 | AJ Auxerre              |
| Stade Poitiers        | 3-1         | AS Libourne             |
| LB Châteauroux        | 4-2         | FC Sète                 |
| FC Lorient            | 3-0         | ES La Rochelle          |
| ECAC Chaumont         | 3-2         | CS Cuiseaux-Louhans     |

### 1/16 finale
De wedstrijden werden op 18 februari gespeeld, de enige beslissingswedstrijd op 25 februari.
| Winnaar             | Uitslag | Verliezer             |
| ------------------- | ------- | --------------------- |
| Olympique Lyon      | 2-1     | Racing Club de France |
| FC Nantes           | 1-0     | CS Sedan              |
| Olympique Avignon   | 1-0     | CA Mantes             |
| Olympique Nîmes     | 3-2 nv  | US Valenciennes-Anzin |
| Olympique Marseille | 2-0     | AC Ajaccio            |
| AS Saint-Étienne    | 1-0     | AS Cannes             |
| FC Rouen            | 3-2     | FC Gueugnon           |
| Red Star Paris      | 2-0     | SC Abbeville          |

| Winnaar            | Uitslag     | Verliezer      |
| ------------------ | ----------- | -------------- |
| Girondins Bordeaux | 3-1         | AS Angoulême   |
| Paris FC           | 3-2         | SEC Bastia     |
| EDS Montluçon      | 2-0         | US Montélimar  |
| Stade Reims        | 1-0         | AS Mutzig      |
| Lille OSC          | 1-1 nv; 4-3 | Stade Poitiers |
| AC Arlès           | 2-0         | LB Châteauroux |
| EA Guingamp        | 2-1         | FC Lorient     |
| FC Sochaux         | 3-0         | ECAC Chaumont  |

### 1/8 finale
De heenwedstrijden werden op 9, 10 en 11 maart gespeeld, de terugwedstrijden tussen op 13 en 18 maart. Guingamp speelde zijn thuiswedstrijd in Rennes.
 * = eerst thuis 
| Winnaar           | Uitslag  | Verliezer          |
| ----------------- | -------- | ------------------ |
| Olympique Lyon *  | 3-0, 1-3 | Girondins Bordeaux |
| FC Nantes         | 4-2, 0-1 | Paris FC *         |
| Olympique Avignon | 4-0, 2-1 | EDS Montluçon *    |
| Olympique Nîmes * | 2-1, 2-0 | Stade Reims        |

| Winnaar               | Uitslag           | Verliezer     |
| --------------------- | ----------------- | ------------- |
| Olympique Marseille * | 0-1, 2-0          | Lille OSC     |
| AS Saint-Étienne *    | 3-0, 4-0          | AC Arlès      |
| FC Rouen              | 5-0, 3-0          | EA Guingamp * |
| Red Star Paris        | 1-3, 3-1 ns (5-4) | FC Sochaux *  |

### Kwartfinale
De heenwedstrijden werden op 13 en 14 april gespeeld, de terugwedstrijden op 18 april.
 * = eerst thuis 
| Winnaar           | Uitslag     | Verliezer             |
| ----------------- | ----------- | --------------------- |
| Olympique Lyon    | 0-1, 4-0    | Olympique Marseille * |
| FC Nantes         | 0-2, 5-1 nv | AS Saint-Étienne *    |
| Olympique Avignon | 0-2, 6-0    | FC Rouen *            |
| Olympique Nîmes * | 4-2, 1-2    | Red Star Paris        |

### Halve finale
De heenwedstrijden werden op 6 juni gespeeld, de terugwedstrijden op 8 (Lyon - Marseille) en 9 juni (Nantes - Nîmes).
 * = eerst thuis 
| Winnaar        | Uitslag  | Verliezer           |
| -------------- | -------- | ------------------- |
| Olympique Lyon | 0-1, 4-1 | Olympique Avignon * |
| FC Nantes      | 0-0, 3-0 | Olympique Nîmes *   |

### Finale
De wedstrijd werd op 17 juni 1973 gespeeld in het Parc des Princes in Parijs voor 45.734 toeschouwers. De wedstrijd stond onder leiding van scheidsrechter Robert Wurtz.
| Winnaar                                      | Uitslag | Finalist           |
| -------------------------------------------- | ------- | ------------------ |
| Olympique Lyon                               | 2-1     | FC Nantes          |
| Dobrivoje Trivić (s) 29' Bernard Lacombe 63' |         | 85' Didier Couécou |

1917/18 · 1918/19 · 1919/20 · 1920/21 · 1921/22 · 1922/23 · 1923/24 · 1924/25 · 1925/26 · 1926/27 · 1927/28 · 1928/29 · 1929/30 · 1930/31 · 1931/32 · 1932/33 · 1933/34 · 1934/35 · 1935/36 · 1936/37 · 1937/38 · 1938/39 · 1939/40 · 1940/41 · 1941/42 · 1942/43 · 1943/44 · 1944/45 · 1945/46 · 1946/47 · 1947/48 · 1948/49 · 1949/50 · 1950/51 · 1951/52 · 1952/53 · 1953/54 · 1954/55 · 1955/56 · 1956/57 · 1957/58 · 1958/59 · 1959/60 · 1960/61 · 1961/62 · 1962/63 · 1963/64 · 1964/65 · 1965/66 · 1966/67 · 1967/68 · 1968/69 · 1969/70 · 1970/71 · 1971/72 · 1972/73 · 1973/74 · 1974/75 · 1975/76 · 1976/77 · 1977/78 · 1978/79 · 1979/80 · 1980/81 · 1981/82 · 1982/83 · 1983/84 · 1984/85 · 1985/86 · 1986/87 · 1987/88 · 1988/89 · 1989/90 · 1990/91 · 1991/92 · 1992/93 · 1993/94 · 1994/95 · 1995/96 · 1996/97 · 1997/98 · 1998/99 · 1999/00 · 2000/01 · 2001/02 · 2002/03 · 2003/04 · 2004/05 · 2005/06 · 2006/07 · 2007/08 · 2008/09 · 2009/10 · 2010/11 · 2011/12 · 2012/13 · 2013/14 · 2014/15 · 2015/16 · 2016/17 · 2017/18 · 2018/19 · 2019/20 · 2020/21 · 
2021/22 · 2022/23 · 2023/24 · 2024/25 ·